# Cziflik (obwód Łowecz)
Cziflik (bułg. Чифлик) – wieś w północnej Bułgarii, w obwodzie Łowecz, w gminie Trojan.